# Gouvernement Kilman IV
Kilman III Carcasses
Le quatrième gouvernement de Sato Kilman est le conseil des ministres du Vanuatu en exercice du 19 novembre 2012 au 23 mars 2013. Les deux premiers gouvernements de Sato Kilman ne sont plus reconnus en raison de l'annulation par la Cour suprême du Vanuatu le 16 juin 2011 de l'élection du Premier ministre du 2 décembre 2010, si bien que le précédent gouvernement, dit « gouvernement Sato Kilman III », est le premier dirigé par ce Premier ministre à avoir une valeur officielle.

## Coalition
Il est composé d'une coalition formée après les élections législatives du 30 octobre 2012, fortement fondée sur la précédente majorité déjà dirigée par Sato Kilman, et comprenant 29 députés sur 52 :
- le Parti progressiste populaire (PPP) de Sato Kilman (6 députés),
- le Parti national unifié (PNU) de Ham Lini (4 députés),
- la Confédération verte (Verts) de Moana Carcasses Kalosil (3 députés),
- le Nagriamel de Havo Molisale (3 députés),
- le Groupe Iauko (dissidents du Vanua'aku Pati) de Harry Iauko (3 députés),
- le Mouvement de réunification pour le changement (MRC, dissidents de l'Union des partis modérés ou UPM) de Charlot Salwai (3 députés),
- le Parti Natatok démocrate populaire et autochtone (PNDPA ou Natatok) d'Alfred Carlot (2 députés),
- le Parti républicain de Vanuatu (PRV) de Marcellino Pipite (1 député),
- le Parti national de Vanuatu (PNV) de Christopher Emelee (1 député),
- le Parti du développement progressiste du Vanuatu (PDPV) de Robert Bohn (1 député),
- le Parti des services populaires (PDSP) de Don Ken (1 député),
- 1 indépendant.

## Composition
La composition du gouvernement est la suivante. 
| Portefeuille                                                                            | Ministre                                                       | Parti                   | Circonscription |
| --------------------------------------------------------------------------------------- | -------------------------------------------------------------- | ----------------------- | --------------- |
| Premier ministre                                                                        | Sato Kilman                                                    | PPP                     | Malekula        |
| Vice-Premier ministre Ministre des Échanges, du Commerce, de l'Industrie et du Tourisme | Ham Lini                                                       | PNU                     | Pentecôte       |
| Ministre des Finances                                                                   | Charlot Salwai                                                 | MRC (ex-UPM)            | Pentecôte       |
| Ministre des Terres                                                                     | James Bule                                                     | PNU                     | Ambae           |
| Ministre de l'Éducation, de la Jeunesse et des Sports                                   | Stephen Kalsakau                                               | MRC (ex-UPM)            | Éfaté (rurale)  |
| Ministre des Infrastructures et des Équipements publics                                 | Harry Iauko (décédé le 10/12/2012) Tony Nari (à p. 10/12/2012) | Groupe Iauko (diss. VP) | Tanna Pentecôte |
| Ministre des Coopératives et du Développement des entreprises Ni-Vanuatu                | Marcellino Pipite                                              | PRV                     | Santo           |
| Ministre de l'Aviation civile                                                           | Samson Samsen                                                  | Nagriamel (app. PRV)    | Santo           |
| Ministre des Affaires étrangères                                                        | Alfred Carlot                                                  | Natatok                 | Éfaté (rurale)  |
| Ministre de la Justice et des Affaires sociales                                         | Thomas Laken                                                   | Indépendant             | Tanna           |
| Ministre de la Santé                                                                    | Don Ken                                                        | PDSP                    | Malekula        |
| Ministre des Affaires intérieures                                                       | Toara Daniel Kalo                                              | Vert                    | Shepherds       |
| Ministre de l'Agriculture, des Forêts et de la Pêche                                    | Kalvao Moli                                                    | Indépendant             | Banks/Torres    |